# 만성동
만성동은 덕진구의 법정동이다. 
행정동은 여의동(동산동)관할이다가 전북혁신도시 개발로 일부가 혁신동에 편입됨. 전북혁신도시 외 지역도 같은 시기 함께 시행된 만성지구의 개발로 인구 급증하여 동사무소가 멀다는 주민의 요구에 따라 혁신동으로 행정동이 통일되었다.